# ドイツ統一行進曲
『ドイツ統一行進曲』（ドイツとういつこうしんきょく、ドイツ語: Marsch des einigen Deutschlands）作品227は、ヨハン・シュトラウス1世が作曲した行進曲。『ドイツ統一のマーチ』、『統一ドイツの行進曲』とも。

## 楽曲解説
1848年革命のさなかの5月18日に、オーストリアやプロイセンなどを始めとするドイツ諸邦の統一を議題とするフランクフルト国民議会が開かれたことが作曲のきっかけである。7月26日にウィーンのフォルクスガルテンで初演された。同年にトビアス・ハスリンガー社から出版されたピアノ譜の表紙には、シュタイアーマルク州の山岳風景をバックにした摂政オーストリア大公ヨハンと、七選帝侯の紋章が「ドイツ万歳」という言葉とともに印刷されている。
軍楽隊用の編曲はフックスが、弦楽オーケストラ用の編曲はフィリップ・ファールバッハ1世が担当した。

Marcia.
この行進曲は高名な『ラデツキー行進曲』（作品228）の直前に書かれたものであり、シュトラウス研究家でシュトラウス作品の編曲者としても知られるマックス・シェーンヘルは、「形式、旋律構成の点から言っても、『ラデツキー行進曲』に次ぐ傑作」と高く評価している。
『ドイツ統一行進曲』と『ラデツキー行進曲』は、かなり近い時期に作曲されたため、ロッシーニのオペラ『ウィリアム・テル』序曲を想起させる動機のリズム構成など、多くの共通点がみられる。和声は『ラデツキー行進曲』よりも多彩で、メロディーにはアルペジオが多用され、これによって歌曲的な柔らかいメロディーラインが生み出されている。

## ナチス政権による政治利用

オーストリア併合後のナチス・ドイツの版図（1938年）

この行進曲は長らく紛失したと見られていたが、1938年3月のドイツとオーストリアの併合（アンシュルス）の直後、指揮者エドゥアルト・プフレガー（Eduard Pfleger）によって「幸運にも偶然に」再発見された。4月初めのいくつかの新聞記事では、「ヨハン・シュトラウスとドイツ帝国の併合――再発見された作品」など、政治的な宣伝効果を狙った見出しが躍った。ナチス政権のもとで政治的プロパガンダの歌詞が新たに付けられた（作詩はカール・マリア・ハスルブルナー、Carl Maria Haslbruner）。下記はその歌詞の一部である。
| 「 | ドイツよ！目覚めよ！目覚めよ！その時が来たのだ！ 底からの情熱で、ドイツはとうとう蘇った。 目覚めさせたのは誰か？我々を導いたのは誰か？それは我らがアドルフ・ヒトラー！ 彼は我々に防具と力を与えた。オストマルクを故郷に帰した。 若々しく輝く大ドイツを創造したのだ！ | 」 |

革命・ドイツ統一の機運が高まった1848年と1938年の状況を同一視することで、ナチスは独墺併合をスムーズに効果的に進めようとした。この新たな歌詞も、ナチスの現在進行の政治状況に合わせて、歴史を読み替えようとするものであった。著名な作曲家による『ドイツ統一行進曲』という題名の曲は、ナチスにとって政治利用するのにたいへん都合が良いものであった。かくして、シュトラウス1世の時代の歴史的背景を、作曲者自身の「叶えられなかったドイツ統一への夢」として表現することによって、新しい歌詞の編曲新版は世に出されたのである。